# Musculus interspinales thoracis
A musculus interspinales thoracis egy apró izom az ember gerincénél (kép nem áll rendelkezésre).

## Eredés, tapadás, elhelyezkedés
Az I.-II. és a II.-III. valamint a XI.-XII. hátcsigolya között található. A csigolyák processus spinosus vertebrae-ről erednek és tapadnak.

## Funkció
A gerinc feszítése

## Beidegzés
A ramus posterior nervi spinalis idegzi be.

## Külső hivatkozások
- Kép, leírás